# Inrath
Inrath – dzielnica miasta Krefeld w Niemczech, w kraju związkowym Nadrenia Północna-Westfalia, w rejencji Düsseldorf. Wraz z dzielnicą Kliedbruch tworzą dzielnicę Inrath/Kliedbruch.

## Historia
Inrath jest jednym z trzech najstarszych dzielnic Krefeldu. Pozostałymi są Dießem i Lindental. W najstarszych wzmiankach Inrath była nazywana apud eynre.

## Populacja

### Demografia
Według spisu ludności z 2023 roku w dzielnicy Inrath mieszkało 11690 mieszkańców, z czego 5674 to mężczyźni, a 6016 to kobiety. 9402 mieszkańców dzielnicy ma pochodzenie niemieckie, a 2288 pochodzenie zagraniczne.